# Ley contra la Esclavitud

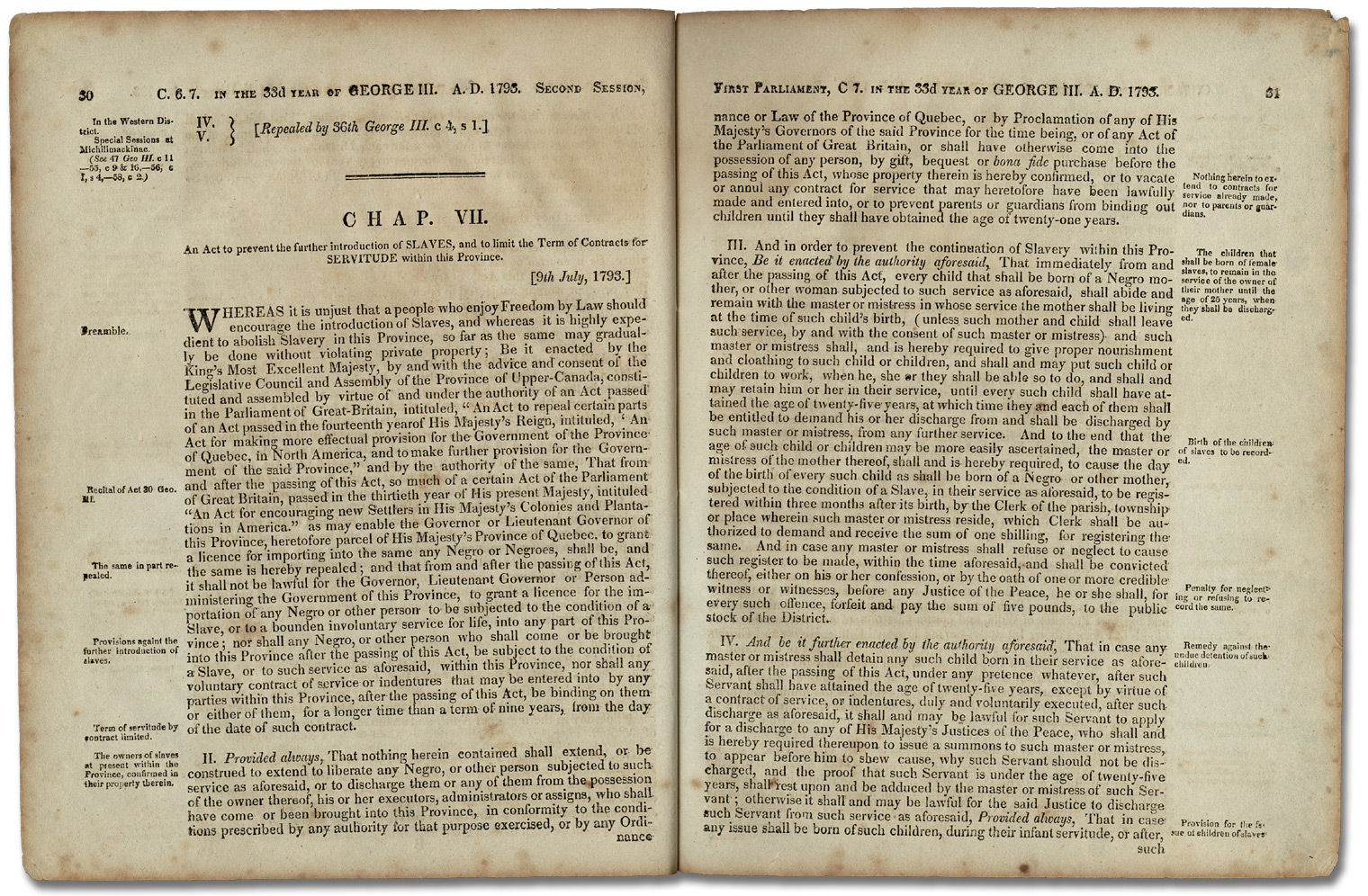
El texto de An Act Against Slavery

La ley contra la Esclavitud (en inglés: Act Against Slavery) fue una ley firmada por el subgobernador de la colonia del Alto Canadá, John Graves Simcoe en 1793. Lo hizo describiendo la esclavitud como una ofensa contra el cristianismo.

## Historia
En 1792 había pocos esclavos en el Alto Canadá, pero comparados al número de colonos libres, su número tampoco era insignificante. Por ejemplo, en York (Alto Canadá) había 15 afrocanadienses, mientras que en Quebec vivían unos 1.000 esclavos. Además, en la época en que se ratificó el Act Against Slavery, el número de esclavos que había en Alto Canadá se había incrementado significativamente con la llegada de refugiados lealistas que llevaban sus esclavos y sirvientes.
Durante el encuentro inaugural del Consejo Ejecutivo del Alto Canadá, en marzo del 1793, Simcoe conoció la historia de Chloe Cooley, una esclava que había sido sacada violentamente del Canadá para ser vendida en Estados Unidos. Algunos de los miembros de la Asamblea Legislativa del Alto Canadá, que eran propietarios de esclavos, estaban en contra del deseo de Simcoe de abolir la esclavitud; por eso, la ley fue un compromiso. El fiscal general John White fue el que redactó la mayor parte del texto. De los dieciséis miembros de la Asamblea, había como mínimo seis que tenían esclavos.
La ley, titulada An Act to Prevent the further Introduction of Slaves and to limit the Term of Contracts for Servitude within this Province establecía que todos los esclavos de la provincia tenían que permanecer esclavos hasta su muerte, pero que no se podrían importar nuevos esclavos al Alto Canadá; y que los bebés nacidos de las mujeres esclavas tendrían que ser liberados a los 25 años de edad.
En la práctica, esta ley hizo que el Alto Canadá fuera la primera Colonia británica que abolió la esclavitud. La ley fue válida hasta que en 1833 el Parlamento británico firmó la Ley de Abolición de la Esclavitud de 1833, por la que se abolió la esclavitud en la mayoría de los territorios del Imperio Británico.

## Consecuencias
En 1798, el político Christopher Robinson introdujo un proyecto de ley en la Asamblea legislativa para perseguir la importación de nuevos esclavos. Este proyecto de ley pasó la Asamblea, pero no fue aceptado por el Consejo Legislativo del Segundo Parlamento del Alto Canadá.
Hubo miles de voluntarios afrocanadienses que lucharon como voluntarios en la Guerra anglo-estadounidense de 1812. El fiscal general John Robinson (hijo de Christopher) declaró que los residentes afrocanadienses se tenían que liberar y que los tribunales de justicia de Canadá tenían que proteger su libertad.